# Bruno Thost
Bruno Thost (Erfurt, 1936. április 23. – Lahr, 2019. augusztus 28.) német színész, színházi rendező.

## Fontosabb filmjei

### Mozi- és tv-filmek
- Winnetou (1971)
- Karl May (1974)
- Die Wildente (1976)
- Bomber & Paganini (1976)
- Kegyelemlövés (Der Fangschuß) (1976)
- Holocaust (A Weiss család története) (Holocaust – Die Geschichte der Familie Weiss) (1978, tv-film)
- Bádogdob (Die Blechtrommel) (1979)
- Londoni randevú (The Lady Vanishes) (1979)
- Zöld csillag (Der grüne Stern) (1982)
- Swann szerelme (Eine Liebe von Swann) (1984)
- Semmelweis Ignác – Az anyák megmentője (Ignaz Semmelweis - Arzt der Frauen) (1989, tv-film)
- A három testőr (Die drei Musketiere) (1993)
- Ein idealer Kandidat (1997, tv-film)
- Fröhliche Chaoten (1998, tv-film)
- Dennstein & Schwarz – Sterben macht Erben (2018, tv-film)

### Tv-sorozatok
- Percy Stuart (1970, egy epizódban)
- Der Kurier der Kaiserin (1970, egy epizódban)
- Hamburg Transit (1971, egy epizódban)
- Die Abenteuer des braven Soldaten Schwejk (1972, két epizódban)
- Hallo – Hotel Sacher … Portier! (1973, egy epizódban)
- Tetthely (Tatort) (1976, egy epizódban)
- Kottan ermittelt (1982, egy epizódban)
- Der Leihopa (1986, egy epizódban)
- Großstadtrevier (1989, egy epizódban)
- Ein Schloß am Wörthersee (1991, két epizódban)
- Rex felügyelő (Kommissar Rex) (1994, egy epizódban)
- Kaisermühlen Blues (1998–1999, két epizódban)
- Medicopter 117 – A légimentők (Medicopter 117 – Jedes Leben zählt) (1999, egy epizódban)
- Julia – Eine ungewöhnliche Frau (1999, egy epizódban)